# Cricula banggaiensis
Cricula banggaiensis is een vlinder uit de familie van de nachtpauwogen (Saturniidae). De wetenschappelijke naam van de soort is voor het eerst geldig gepubliceerd in 1997 door Naumann & Paukstadt.